# Mauro Rosales
Mauro Rosales, född den 24 februari 1981, är en argentinsk professionell fotbollsspelare som spelar för Vancouver Whitecaps i Major League Soccer (MLS).
Rosales spelar som anfallare, men används mycket som ytter. Dessutom har han internationell erfarenhet då han var med i Argentinas Copa América-trupp 2004.
Rosales fostrades i klubben Newell's Old Boys och spelade två säsonger i nederländska AFC Ajax innan han återvände till Argentina och River Plate. Han har därefter spelat i Major League Soccer (MLS) för Seattle Sounders, CD Chivas USA och Vancouver Whitecaps.